# هری ولف
هری ولف (انگلیسی: Harry Woolf, Baron Woolf؛ زادهٔ ۲ مهٔ ۱۹۳۳) قاضی و لرد انتصابی اهل بریتانیا است او از سال ۱۹۹۶ تا ۲۰۰۰ میلادی رئیس دادگاه تجدید نظر انگلستان و ولز بود از ۲۰۰۳ تا ۲۰۱۲ میلادی قاضی غیر دایمی دادگاه تجدیدنظر نهایی هنگ کنگ بود او همچنین عضو مجلس اعیان است او در نیوکاسل در ۲ مه ۱۹۳۳ زاده شد او از یهودیان اشکنازی و همسرش از سفاردی‌ها است پر سال ۱۹۶۱ آن ها با یکدیگر ازدواج کردند سه پسر ایشان وارد مشاغل حقوقی شدند و هفت نوه دارند
وی همچنین برندهٔ جوایزی همچون شوالیه (عنوان) شده‌است.